# جسر الأنف

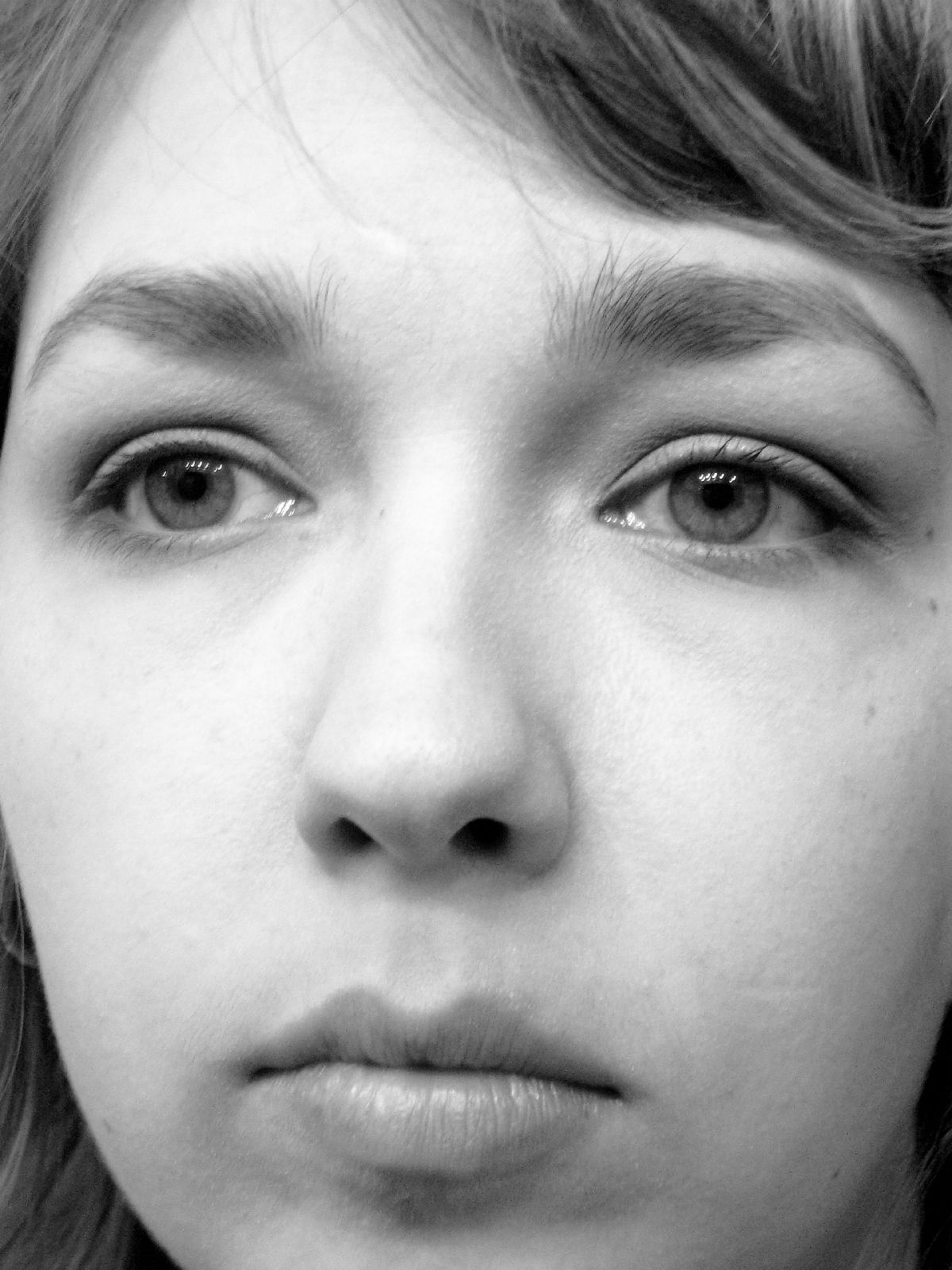
العرنين هو الجزء بين العينين أعلى الأنف

جسر الأنف أو العرنين (ج.: عرانين) (بالإنجليزية: Nasal bridge) هو الجزء العلوي العظمي من الأنف البشري، حيثُ يعلو العظم الأنفي.

## خلل الشكل
ترتبط الجسور الأنفية منخفضةُ البداية ارتباطًا وثيقًا بطيات علاية الموق. يُرجح أنَّ الجسر الأنفي المُنخفض يرتبط مع حدوث طية علاية الموق، والعكس صحيح. والعكس بالعكس.
قد يكون جسر الأنف المنخفض أو المرتفع فوق الطبيعي علامةً على عددٍ من الاضطرابات الجينية، وتتضمن متلازمة طيف الكحول الجنينية. أما جسر الأنف المسطح فقد يكون علامةً على متلازمة داون (تثلث الصبغي 21)، متلازمة الصبغي X الهش، أو أشكال متلازمة كلاينفيلتر.
قد يظهر جسر الأنف العريض مع تباعد الموقين، ويكون إزاحةٍ جانبية لزوايا العين. يرتطب خلل الموضع مع متلازمة واردينبيرغ.